# Miejskie Przedsiębiorstwo Komunikacyjne w Świdnicy
Miejskie Przedsiębiorstwo Komunikacyjne w Świdnicy sp. z o.o. – operator publicznego transportu zbiorowego na terenie miasta i gminy wiejskiej Świdnica. Udziałowcami MPK są gminy: miasto Świdnica, gmina wiejska Świdnica, Marcinowice, Żarów.

## Historia

### MPGK Świdnica
Na świdnickie ulice pierwsze miejskie autobusy – Star 52 – wyruszyły w styczniu 1958 roku. Komunikacja miejska była wówczas podporządkowana Miejskiemu Przedsiębiorstwu Gospodarki Komunalnej. Pierwsza trasa łączyła ul. Leśną z Fabryką Wagonów. Latem 1958 roku wprowadzono do ruchu trzy kolejne autobusy, typu San H-01. Istniejącą trasę podzielono wówczas na dwie. Pierwsza zajezdnia autobusowa mieściła się przy ul.Wrocławskiej, ale już jesienią 1958 roku przeniesiono ją na aleję Niepodległości (obecnie mieści się tutaj Straż Pożarna). Zajezdnia nie posiadała zaplecza technicznego, a wszelkie niezbędne naprawy wykonywano na zewnątrz.
Szybki rozwój Świdnicy oraz związane z tym potrzeby przewozowe poskutkowały wdrożeniem w 1959 roku 5 kolejnych autobusów San H-01 oraz uruchomieniem dalszych linii nr 3 ze Słotwiny do Kraszowic oraz 4 z ówczesnego placu Lenina (pl. św. Małgorzaty) do Pszenna. W 1960 roku uruchomiono linię nr 5 od Zakładów Wytwórczych Aparatury Precyzyjnej do ul. Okrężnej. Zajezdnię przeniesiono z alei Niepodległości na ul. Westerplatte (teraz mieści się tam Pogotowie Ratunkowe).
Świdnicka komunikacja miejska w 1968 roku obejmowała 8 linii na których kursowało 25 autobusów. Przewieziono wówczas ok. 4,3 mln pasażerów wykonując ok. 1 mln kilometrów. W 1969 roku siedzibę przedsiębiorstwa przeniesiono na ul. Mleczna Droga, gdzie były znacznie lepsze warunki techniczne. Tam otworzono własną stację paliw.
W latach siedemdziesiątych XX wieku komunikacja miejska w Świdnicy uległa reorganizacji. Związane było to z rozbudową Świdnicy a zwłaszcza Osiedla Młodych. Zrezygnowano wówczas z przejazdu ul. Komunardów (kłopotliwą ze względu na przejazd kolejowy który znacznie wydłużał czas przejazdu) a linie poprowadzono ul. Esperantystów i Łukasińskiego. Po wybudowaniu obwodnicy Świdnicy, linie miejskie 4,5,7 i 8 skierowano nową arterią. Z racji większej odległości jaką musiały owe autobusy pokonywać zwiększono liczbę autobusów.
Zakład Komunikacji Miejskiej funkcjonujący w strukturze Miejskiego Przedsiębiorstwa Gospodarki Komunalnej wchłonął w 1974 roku podobny zakład komunikacyjny dotąd funkcjonujący w Świebodzicach. Wówczas pracowało tam kilkadziesiąt osób a przedsiębiorstwo posiadało 6 autobusów. Poskutkowało to uruchomieniem linii autobusowej łączącej te dwa miasta.

### WPK Wałbrzych
W 1976 roku Zakład Komunikacji Miejskiej wydzielono z Przedsiębiorstwa Gospodarki Komunalnej i włączono do nowo powstałego Wojewódzkiego Przedsiębiorstwa Komunikacyjnego w Wałbrzychu.  W Świdnicy pojawiły się wówczas pierwsze autobusy Autosan H9-35. Oznaczono świdnicki zakład jako zakład nr 3, a od 1979 zakład w Świdnicy był już oddziałem. Świdnicki zakład WPK Wałbrzych w latach 1975–1976 obsługiwał komunikację między Świdnicą, Świebodzicami i Wałbrzychem a 33 miejscowościami. Na tym obszarze łącznie zamieszkiwało ponad 100 tys. mieszkańców. Długość linii prowadzona przez świdnicki zakład wynosiła 214 km, z czego 120 km to długość linii podmiejskich. W Świdnicy autobusy kursowały na 7 liniach, w Świebodzicach na 4 liniach. Linie te oraz 7 połączeń podmiejskich obsługiwało 56 autobusów.
Pierwsze autobusy przegubowe Ikarus 280 dostarczono do Świdnicy w 1984 roku. W późniejszym okresie na ulice miasta wyjechały autobusy Jelcz PR 110.
Po 15 latach od utworzenia, WPK Wałbrzych uległo podziałowi na osobne przedsiębiorstwa z siedzibami w Wałbrzychu, Świdnicy i Dzierżoniowie. W roku likwidacji WPK oddział świdnicki dysponował 62 autobusami które przewiozły 18 mln pasażerów w ciągu roku.

### MPK Świdnica

#### Przedsiębiorstwo państwowe
Ustawa z 8 marca 1990 r. przywracająca w ramach transformacji ustrojowej w Polsce samorząd terytorialny zobowiązała gminy do przejęcia publicznego transportu zbiorowego jako zadania własnego. W okresie przejściowym MPK w Świdnicy, funkcjonujące na terenie pięciu gmin, pozostawało w formie przedsiębiorstwa państwowego do końca 1994 roku.

#### Przedsiębiorstwo-własność Komunalnego Związku Komunikacyjnego
W 1995 roku decyzją rad pięciu gmin obsługiwanych dotąd przez MPK założono związek międzygminny o nazwie „Komunalny Związek Komunikacyjny w Świdnicy” dla utrzymania transportu w dotychczasowym kształcie. Wojewoda wałbrzyski jako organ założycielski MPK dokonał komunalizacji przedsiębiorstwa na rzecz związku, które stało się samorządowym zakładem budżetowym związku komunalnego.
Z końcem 1996 roku ze związku wystąpiła gmina Jaworzyna Śląska. W 2002 roku do związku dołączyła na krótko gmina Świebodzice.
W latach 2001–2002 w Polsce miała miejsce stagnacja gospodarcza. Zmniejszające się możliwości finansowe gmin sprawiły, że MPK zaproponowało ograniczenia w kursowaniu autobusów. Propozycja spotkała się z żywiołowym sprzeciwem uczestników związku komunikacyjnego – gmina Świebodzice zrezygnowała z członkostwa, a największy udziałowiec i jeden z założycieli KZK – gmina wiejska Świdnica – podjęła uchwałę o opuszczeniu związku.

#### Spółka prawa handlowego - własność kilku gmin
Forma zakładu budżetowego uniemożliwiała MPK wykonywanie innej działalności niż określone ustawowo zadania własne gminy. Z tego względu, w latach 2004–2006 przekształcono zakład w spółkę z ograniczoną odpowiedzialnością, po czym zlikwidowano „Komunalny Związek Komunikacyjny w Świdnicy”. Udziały objęli dotychczasowi uczestnicy związku międzygminnego.
W 2012 roku z organizowania publicznego transportu zbiorowego zrezygnowały władze gminy Żarów, decydując, że obsługą gminy zajmować się będą wyłącznie prywatni przewoźnicy drogowi.
Według stanu na rok 2014, MPK sp. z o.o. Świdnica było jedną z zaledwie dziesięciu spółek-operatorów komunikacji miejskiej w Polsce, które należały do więcej niż jednej gminy.

## Tabor
| Typ autobusu                                         | Eksploatacja od                                      | przewóz osób na wózkach                              | Liczba |
| ---------------------------------------------------- | ---------------------------------------------------- | ---------------------------------------------------- | ------ |
| Solaris Urbino 12                                    | 2014                                                 | przewóz osób na wózkach                              | 13     |
| Irisbus Crossway Low Entry                           | 2009                                                 | przewóz osób na wózkach                              | 4      |
| MAN NG 312                                           | 2011                                                 | przewóz osób na wózkach                              | 1      |
| MAN NG 313                                           | 2011                                                 | przewóz osób na wózkach                              | 2      |
| MAN EL283 Lion’s City                                | 2013                                                 | przewóz osób na wózkach                              | 1      |
| MAN NL 263 Lion’s City                               | 2014                                                 | przewóz osób na wózkach                              | 2      |
| Solaris Urbino 8,9 LE                                | 2014                                                 | przewóz osób na wózkach                              | 2      |
| Neoplan N4516                                        | 2015                                                 | przewóz osób na wózkach                              | 3      |
| Solaris Urbino 10,5                                  | 2018                                                 | przewóz osób na wózkach                              | 2      |
| Volvo 7900 Electric                                  | 2020, 2023                                           | przewóz osób na wózkach                              | 8      |
| Solaris Urbino 12 electric                           | 2025                                                 | przewóz osób na wózkach                              | 11     |
| Solaris Urbino 18 electric                           | 2025                                                 | przewóz osób na wózkach                              | 1      |
| Wszystkie pojazdy                                    | Wszystkie pojazdy                                    | Wszystkie pojazdy                                    | 50     |
| Udział autobusów niskopodłogowych i niskowejściowych | Udział autobusów niskopodłogowych i niskowejściowych | Udział autobusów niskopodłogowych i niskowejściowych | 100%   |

Oprócz tego MPK posiada samochód dostawczo-osobowy marki Volkswagen, a także autobus holowniczy Ikarus 260. Pierwszy autobus niskopodłogowy na świdnickie ulice wyjechał w 1997 roku. Było to pojazd marki Volvo.

## Obsługiwane linie MPK
Według stanu na listopad 2022 roku MPK obsługiwało 14 linii autobusowych. Aktualny rozkład jazdy można znaleźć na stronie http://www.mpk.swidnica.pl/index.php/rozklad-podstawowy/
Linie autobusowe:
- linia nr 1: Świdnica ul. Strzelińska – Komorów,
- linia nr 6: Świdnica ul. E. Plater – Pszenno,
- linia nr 7: Świdnica ul. E. Plater – ul. K. Wielkiego-Colgate,
- linia nr 9: Świdnica ul. E. Plater – ul. Leśna/Szpital,
- linia nr 10: Świdnica ul. Strzelińska – Witoszów Dolny – Witoszów Górny – Pogorzała – Modliszów,
- linia nr 12: Świdnica ul. Pobożnego – Boleścin – Krzczonów – Grodziszcze – Krzyżowa – Wieruszów,
- linia nr 30: Świdnica ul. Strzegomska/E.Leclerc – Burkatów – Bystrzyca Dolna – Bystrzyca Górna – Lubachów,
- linia nr 41: Świdnica pl. św. Małgorzaty – Pszenno – Kątki – Zebrzydów – Marcinowice,
- linia nr 43: Świdnica pl. św. Małgorzaty – Pszenno – Wilków – Niegoszów – Panków – Śmiałowice – Klecin – Stefanowice – Gruszów – Marcinowice,
- linia nr 50: Świdnica ul. Wokulskiego – ul. Wokulskiego (wraca na początkową ulicę, odwrotnie do kierunku wskazówek zegara),
- linia nr 52: Świdnica ul. Wokulskiego – ul. Wokulskiego (wraca na początkową ulicę, zgodnie z kierunkiem wskazówek zegara),
- linia nr 60: Świdnica pl. św. Małgorzaty – Opoczka – Bojanice – Lutomia Dolna – Lutomia Górna – Stachowice,
- linia nr 302: Świdnica pl. Grunwaldzki – Słotwina – Komorów – Milikowice